# 本駒込駅
本駒込駅（ほんこまごめえき）は、東京都文京区向丘二丁目にある、東京地下鉄（東京メトロ）南北線の駅である。駅番号はN 13。

## 歴史
- 1996年（平成8年）3月26日：開業[2][3]。
- 2002年（平成14年）4月：業務委託駅となる。
- 2004年（平成16年）4月1日：帝都高速度交通営団（営団地下鉄）民営化に伴い、当駅は東京地下鉄（東京メトロ）に継承される[4]。
- 2007年（平成19年）3月18日：ICカード「PASMO」の利用が可能となる[5]。
- 2015年（平成27年）3月13日：発車メロディを変更[6]。

## 駅構造
島式ホーム1面2線を有する地下駅である。地上への出入口は3か所ある。東大前側の出入口からは改札まで若干の距離がある。ホーム階と改札階およびコンコース階と地上をそれぞれ連絡するエレベーターが設置されている。当駅の建設工事は、延長268 m、最大幅員14 m、最大掘削深さ21 mにも及ぶ大規模な開削工事となった。
目黒駅寄りの出入口は、当時ビルの建設計画があったことから、本駒込SOビル（地上11階・地下1階建て・1991年建築）との合築方式となっている。また、エレベーター出入口用地は、文京区から提供された文京区立駒本小学校の用地を使用している。

### のりば
| 番線 | 路線   | 行先                   |
| ---- | ------ | ---------------------- |
| 1    | 南北線 | 赤羽岩淵・浦和美園方面 |
| 2    | 南北線 | 目黒方面               |

（出典：東京メトロ:構内図）

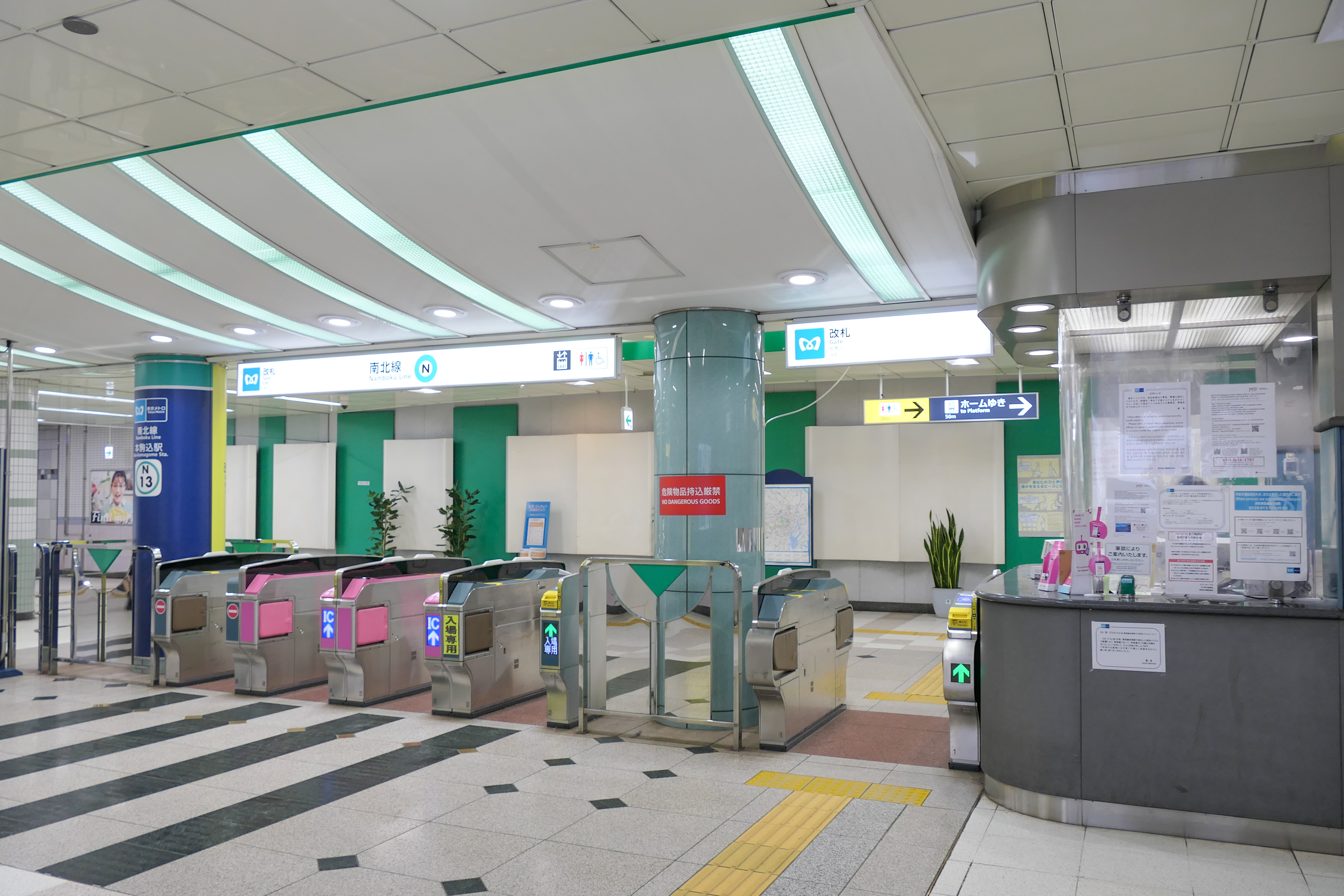
改札口（2022年6月）
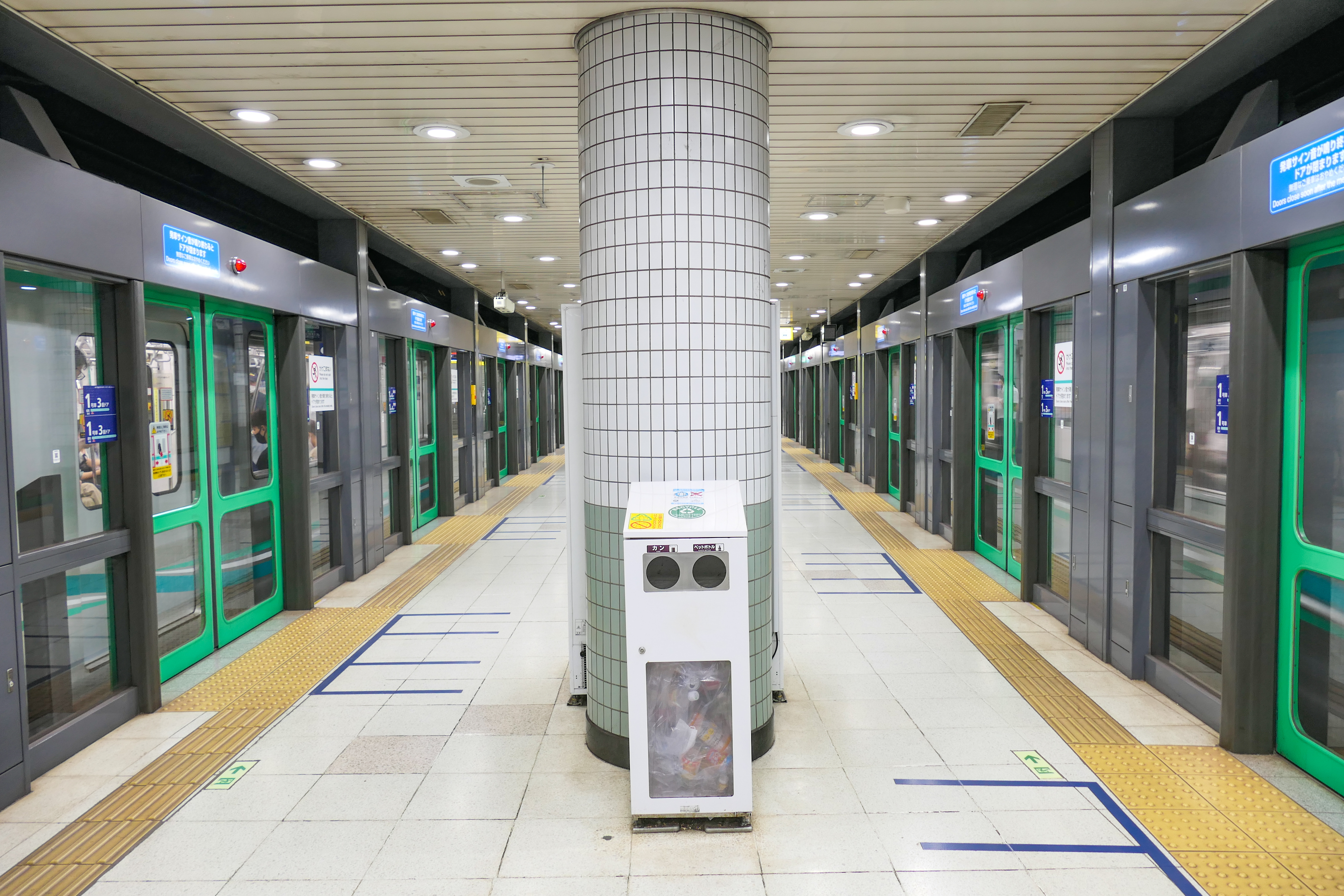
ホーム（2022年6月）

### 発車メロディ
開業時から吉村弘作曲の南北線全駅共通の発車メロディ（発車サイン音）を使用していたが、2015年3月13日にスイッチ制作の当駅オリジナルのメロディに変更されている。
曲は1番線が「Next Step」、2番線が「屋敷のある街」（いずれも塩塚博作曲）である。

## 利用状況
2024年度の1日平均乗降人員は21,070人であり、東京メトロ全130駅中123位。
近年の1日平均乗降・乗車人員推移は下表の通り。
| 年度               | 1日平均 乗降人員 | 1日平均 乗車人員 | 出典     |
| ------------------ | ---------------- | ---------------- | -------- |
| 1995年（平成07年） | 5,529            | 2,906            | [ * 1 ]  |
| 1996年（平成08年） | 6,868            | 3,505            | [ * 2 ]  |
| 1997年（平成09年） | 9,250            | 4,826            | [ * 3 ]  |
| 1998年（平成10年） | 11,264           | 5,916            | [ * 4 ]  |
| 1999年（平成11年） | 12,495           | 6,426            | [ * 5 ]  |
| 2000年（平成12年） | 13,436           | 6,783            | [ * 6 ]  |
| 2001年（平成13年） | 15,165           | 7,419            | [ * 7 ]  |
| 2002年（平成14年） | 15,163           | 7,543            | [ * 8 ]  |
| 2003年（平成15年） | 15,709           | 7,820            | [ * 9 ]  |
| 2004年（平成16年） | 16,042           | 7,928            | [ * 10 ] |
| 2005年（平成17年） | 18,580           | 9,298            | [ * 11 ] |
| 2006年（平成18年） | 18,497           | 9,150            | [ * 12 ] |
| 2007年（平成19年） | 19,068           | 9,470            | [ * 13 ] |
| 2008年（平成20年） | 19,617           | 9,840            | [ * 14 ] |
| 2009年（平成21年） | 20,245           | 10,179           | [ * 15 ] |
| 2010年（平成22年） | 20,314           | 10,191           | [ * 16 ] |
| 2011年（平成23年） | 19,428           | 9,748            | [ * 17 ] |
| 2012年（平成24年） | 19,986           | 10,013           | [ * 18 ] |
| 2013年（平成25年） | 20,755           | 10,394           | [ * 19 ] |
| 2014年（平成26年） | 21,094           | 10,539           | [ * 20 ] |
| 2015年（平成27年） | 22,409           | 11,199           | [ * 21 ] |
| 2016年（平成28年） | 22,993           | 11,488           | [ * 22 ] |
| 2017年（平成29年） | 23,338           | 11,666           | [ * 23 ] |
| 2018年（平成30年） | 23,531           | 11,748           | [ * 24 ] |
| 2019年（令和元年） | 22,933           | 11,445           | [ * 25 ] |
| 2020年（令和02年） | 12,470           |                  |          |
| 2021年（令和03年） | 14,051           |                  |          |
| 2022年（令和04年） | 18,857           |                  |          |
| 2023年（令和05年） | 20,191           |                  |          |
| 2024年（令和06年） | 21,070           |                  |          |

備考
1. 1 2  1996年3月26日開業。開業日から同年3月31日までの計6日間を集計したデータ[14]。

## 駅周辺
当駅名と同名の文京区本駒込と、隣駅の駒込駅と同名の豊島区駒込は、江戸時代には駒込村というひとつの村だった。後に上駒込村と下駒込村に分かれる。明治以降、巣鴨町から豊島区となった上駒込は「駒込」に改称し、本郷区から文京区となった下駒込は「本駒込」と改称した。
周辺には東洋大学をはじめとした学校が多いため、ラッシュ時は通学する学生・生徒で混雑する。
- 白山駅 - 都営地下鉄三田線（直線距離で約250 m）
- 東洋大学白山キャンパス、白山第2キャンパス
- 東洋大学京北中学高等学校
- 東京都立向丘高等学校
- 駒込中学校・高等学校
- 郁文館夢学園
- 文京区駒込地域活動センター
- 文京向丘二郵便局
- 本駒込郵便局
- 大聖山南谷寺 - 天台宗寺院。目赤不動尊
- 諏訪山吉祥寺 - 駒澤大学の前身で1592年創立の旃檀林が置かれた曹洞宗寺院。
- 天昌山光源寺 - 浄土宗寺院。駒込大観音
- 白山神社
- 臨済宗妙心寺派徳源禅院

## バス路線
本駒込三丁目
- 都営バス
  - 東43：荒川土手行 / 東京駅丸の内北口行

白山上 / 向丘二丁目

## 隣の駅
東京地下鉄（東京メトロ）
 南北線
東大前駅 (N 12) - 本駒込駅 (N 13) - 駒込駅 (N 14)